# Вітув (Прошовицький повіт)
Вітув (пол. Witów) — село в Польщі, у гміні Кошиці Прошовицького повіту Малопольського воєводства.
Населення — 297 осіб (2011).
У 1975-1998 роках село належало до Келецького воєводства.

## Демографія
Демографічна структура станом на 31 березня 2011 року:
|          | Загалом | Допрацездатний вік | Працездатний вік | Постпрацездатний вік |
| -------- | ------- | ------------------ | ---------------- | -------------------- |
| Чоловіки | 147     | 30                 | 103              | 14                   |
| Жінки    | 150     | 23                 | 88               | 39                   |
| Разом    | 297     | 53                 | 191              | 53                   |